# Бузиновское сельское поселение (Волгоградская область)
Бузино́вское се́льское поселе́ние — муниципальное образование в составе Калачёвского района Волгоградской области.
Административный центр — хутор Бузиновка.

## История
Бузиновское сельское поселение образовано 20 января 2005 года в соответствии с Законом Волгоградской области № 994-ОД.

## Население
| 2010 | 2012  | 2013  | 2014  | 2015 | 2016 | 2017 |
| ---- | ----- | ----- | ----- | ---- | ---- | ---- |
| 1048 | ↘1031 | ↗1034 | ↘1018 | ↘994 | ↘987 | ↘972 |
| 2018 | 2019  | 2020  | 2021  |      |      |      |
| ↘945 | ↘915  | ↘906  | ↘859  |      |      |      |

## Состав сельского поселения
| № | Населённый пункт | Тип населённого пункта        | Население |
| - | ---------------- | ----------------------------- | --------- |
| 1 | Бузиновка        | хутор, административный центр | 645       |
| 2 | Степаневка       | хутор                         | 228       |
| 3 | Ярки-Рубежный    | хутор                         | 175       |